# 수직 비올라
수직 비올라(vertical viola) 혹은 알토 바이올린(alto violin)은 첼로처럼 수직으로 세워서 연주하는 비올라계 현악기를 말한다. 이 악기는 바이올린 8중주에서 네 번째로 음이 높은 악기이다. (트레블, 소프라노, 메조 바이올린 다음)
일반적인 비올라는 턱 밑으로 연주하기에 무리가 없을 정도의 크기이다. 물리학자이자 악기 제조자인 칼린 허친스는 60년대에 작업을 했는데, 수직으로 연주하는 비올라는 더 커질 수 있으며 따라서 더 큰 비올라는 더 나은 소리를 낼 수 있으리라 생각했다. 현존하는 최고급의 악기들을 관찰한 세운 악기 설계의 원칙에 근거하여, 이 사람은 보통 비올라보다 약 6cm(2 1/2인치) 더 긴 악기를 만들어 첼로처럼 수직으로 연주하게끔 했다. (그러나 허친스의 원래 의도와 달리, 어떤 비올리스트는 어깨 위로 들어 연주하기도 했다.)
수직 비올라가 전제하는 근본적인 음향학의 원칙은 몸통의 공명(악기의 나무 부분이 일으키는 공명)이 두 번째로 음이 높은 현(즉 D현)과 어울리고, 구멍의 공명(악기 안의 공기가 일으키는 공명)은 세 번째 음이 높은 현(즉 G현)과 어울린다는 것이다. 일반 비올라는 너무 작아서 현의 주파수와 공명 주파수가 이렇게 잘 맞지 않는다.
이런 원칙에 따라 허친스는 흔히 바이올린 8중주라고 하는 여덟 가지 현악기군을 완전하게 구성하는데, 이 중에서 수직 비올라가 가장 성공적이었다. 모든 악기는 바이올린에 기초하여 만들어졌기 때문에, 허친스는 자신의 수직 비올라를 알토 바이올린이라 명명했다.
허친스의 악기는 음색의 아름다움과 강렬함 때문에 찬탄의 대상이었다. 첼리스트 요요마는 허친스의 수직 비올라로 벨러 버르토크의 비올라 협주곡을 녹음한 바 있다.